# 座り込み
座り込み（すわりこみ、英語: sit-in, sit-down）とは、抗議相手に要求を飲ませるため、抗議の意を抗議相手または第三者に示すため、もしくは抗議相手に損害を与えるために、座ってその場に留まること。労働争議や公民権運動などで用いられはじめ、現在では、政治的な場からスポーツの場におけるまで多様な場で用いられている手法である。非暴力の直接行動の一つ。

## 歴史

### ストライキとしての座り込み
シット・ダウン・ストライキ（sit-down strike）と呼ばれる、労務の提供を拒否するストライキの一形態としての座り込みがある。生産拠点に労働者組合員らが座り込んで、直接的な攻撃をかける闘争。組合員の団結力を固めたり、団体交渉のテーブルに会社側を着かせたりするために効果があるとされる。アメリカでは、1936年1月オハイオ州アクロンの全米ゴム労働組合（英語: United Rubber Workers）が組合の公認を求めてグッドイヤー社に対し行った労働争議が初めとされる。その後、産業別組織会議（英語: Congress of Industrial Organizations）の議長ジョン・Ｌ．ルイス（英語: John L. Lewis）の下で拡大した座り込み運動はアメリカの産業界に甚大な影響を与えた。その他、ドイツ・フランス・イギリスでも同様にシット・ダウン・ストライキが行われたが、当時は違法であるとして激しい批難をうけ、その後も合法性について論争は続いた。また、シット・ダウン・ストライキ自体が合法であっても、企業の生産手段である会社や工場を離れた私宅や公道での坐り込みは労働争議の文脈では合法性を欠くことになる。
日本での職場占拠型の労働争議の事例のうち古いものとしては、1925年末の愛媛県の別子鉱山での争議が挙げられる。組合の決議した不当解雇反対、臨時雇制度の反対などの要求を会社に申し入れるため支配人との面会を求め、それが拒否され続ける中で、12月8日に惣開鉱業所前で座り込みが行われた。翌日会社側は退去を求め、座り込みを排除しようとして、組合代表との間にトラブルが起き、警察によって解散命令が下された。
ちなみに、日本でストライキが法的に団体行動権として認められたのは1945年の労働組合法の成立によってである。

### 公民権運動の中での座り込み
法的にアメリカ合衆国の人種差別の終焉となった1964年の公民権法制定および白人以外の選挙権を認めていなかった投票権法の改訂など、多くの人種の壁が取り除かれる過程で、アメリカでは一連の座り込み運動が行われた。
Fellowship of Reconciliation (FOR)および人種平等会議(CORE)は早くも1940年代には座り込みを行なっていた。アーネスト・フィッシャーはバーニス・フィッシャーを「レストラン座り込みの母」と評した。1939年8月、アフリカ系アメリカ人弁護士サミュエル・ウィルバート・タッカーは当時差別的であったバージニア州アレクサンドリアの図書館での座り込みを企画した。産業別労働組合会議(CIO)の労働者代表数名は1947年、オハイオ州コロンバスで行われた会議で短期間ではあったが自然発生的にランチ・カウンターでの座り込みを行なった。
初期の頃に行われた人種関連の座り込みの1つとして、1939年9月、ニューヨークのシャック・サンドイッチ・ショップの人種的に不平等な雇用に対しFather Divine とInternational Peace Mission movement の信者達は食堂労働組合302区と共にプロテストに参加した。1939年9月23日木曜日のニューヨーク・タイムズによると、最もストライキが集中する41番街とレキシントン通りの角のレストランに75から100名が現れ店内に入り、5セントのコーヒーを買って客として座り込んだ。そのためその他の客は席につくことができなかった。
メルヴィン・B・トルソンとジェイムス・L・ファーマー・ジュニアの支援により、ウィリー大学とビショップ大学の学生はテキサス州マーシャルのハリソン郡庁舎のロタンダでテキサス州初の座り込みを企画。この座り込みはテキサス州で最も古い白人市民会に直接挑戦するもので、結果的に州内のジム・クロウ法を覆し、1950年のSweatt v. Painter の評決により大学院生間の人種差別撤廃となった。

#### 1957年、ノースカロライナ州ダーラム座り込み
公民権運動初期の1957年6月23日、ノースカロライナ州ダーラムのロイヤル・アイス・クリーム・パーラーで女性3名と男性4名の『ロイヤル・セブン』による人種差別への抗議行動の座り込みが行なわれた。

#### 1958年、オクラホマシティ座り込み
人種差別撤廃を目的としたランチ・カウンターでの座り込みの2例目として、1958年7月、カンザス州ウィチタのレクサルのチェーンストアのダッカム・ドラッグでの座り込みが始まり、8月上旬、このドラッグ・ストアは人種差別を撤廃した。数週間後の1958年8月19日、オクラホマ州オクラホマシティのカッツ・ドラッグ・ストアのランチ・カウンターでの座り込みが全国的に知られるようになった。オクラホマシティの座り込みは全米黒人地位向上協会青年組織のリーダーで地元高等学校の教師であるクララ・ルパーの先導で、彼女の8歳の娘を含む地元の学生達によって行われた。これによりカッツ・ドラッグ・ストアでは即座に人種差別が撤廃された。オクラホマシティ全体の食堂関連の人種差別を撤廃するには、その後数年かかった。

#### 1960年、グリーンズボロおよびナッシュビル座り込み
オクラホマシティでの座り込みの後、学生による非暴力の座り込み抗議運動は拡大していった。1960年2月1日、ノースカロライナ州グリーンズボロのF・W・ウールワース・カンパニーで数人の黒人大学生によるグリーンズボロの白人用ランチ･カウンター座り込みにより南部全体に人種差別撤廃に向けた座り込みが広がり、アメリカ国内の人種差別の根深さを国民に気付かせることとなった。この運動以降に、白人用食堂、売店、劇場、公共設備などで座込みが行われるようになった。
数週間のうちに座り込みは近隣の市町村に広がり始め、最初の標的となったのがウールワース、S・H・クレスなど全米に支店のあるチェーン店であった。
この人種差別撤廃に対する抗議の座り込みで最大にして最高となったのは、企画や基礎の段階からナッシュビル座り込みであった。参加者は何百人にも及び、ナッシュビルのランチ・カウンターでの人種差別撤廃に導いた。ナッシュビルの座り込みの参加者の多くは大学生で、ダイアン・ナッシュ、ジェイムス・ベヴェル、バーナード・ラファイエット、C・T・ヴィヴィアンなど多くの人々が1960年代の全米の公民権運動のほとんどを先導し、戦略を練り、指示した。市内の歴史的黒人大学の生徒がナッシュビル座り込みを実行し、重要な役割を担った。

## 近年のさまざまな座り込み
現在でも、座り込みはさまざまな場面で用いられている。そのうちのいくつかを示す。

### 労働者による雇用者に対する抗議
- 多数の自動車工場があるインドのチェンナイにて、2021年5月のロックダウンが州全体で行われたのちに、工場の操業再開に伴って、コロナ感染対策の徹底を求めた抗議行動が各地で行われた。その中で、フォードに対しては感染した従業員の医療費負担を、ヒュンダイに対しては操業停止を求めて、座り込みが行われた[20]。

### スポーツの判定に対する抗議
- 2019年6月、アルゼンチンで行われたサッカーの試合で、サン・ホルヘ の選手が前半に2人退場させられた。この判定に怒った選手たちが座り込みで抗議の意思を示し、結果的に相手チームのＣＡアルバラドが勝利した[21][22]。

- 2021年8月1日、東京五輪のボクシング男子スーパーヘビー級準々決勝において、フランスのアリエブ選手が、故意に頭を使って攻撃したとして失格にされたことに対する抗議として、リングに約一時間座り込みを行い抗議した[23]。

### 政府に対するものなど政治的な抗議

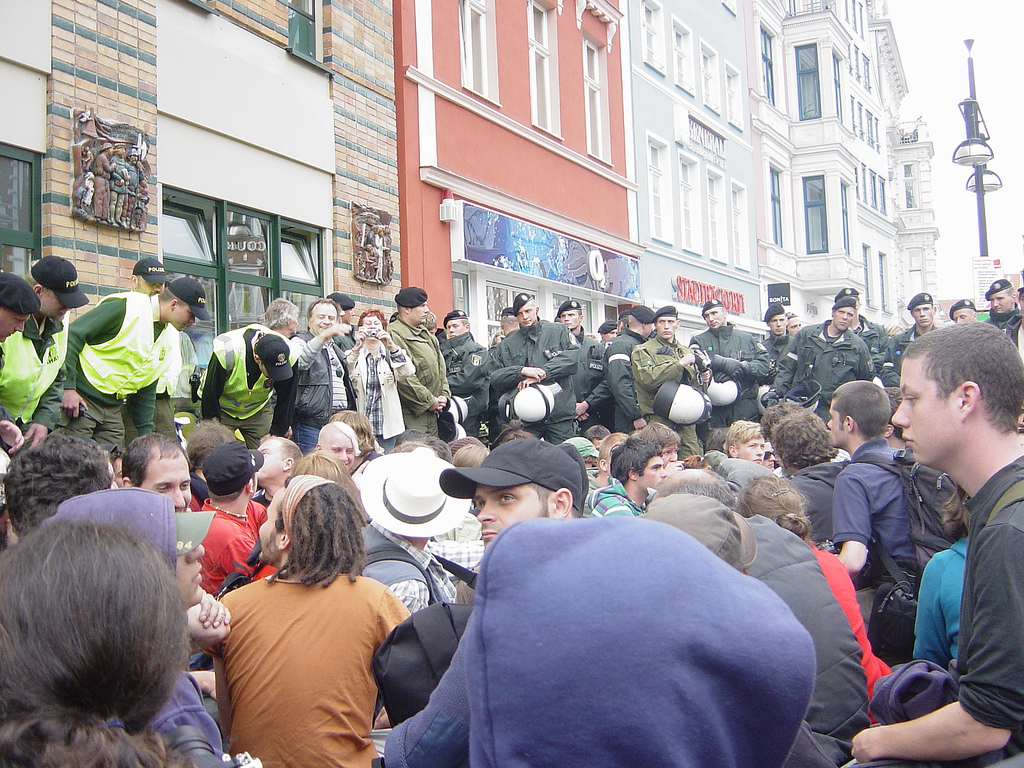
2007年G8に対するロストックでの座り込み抗議

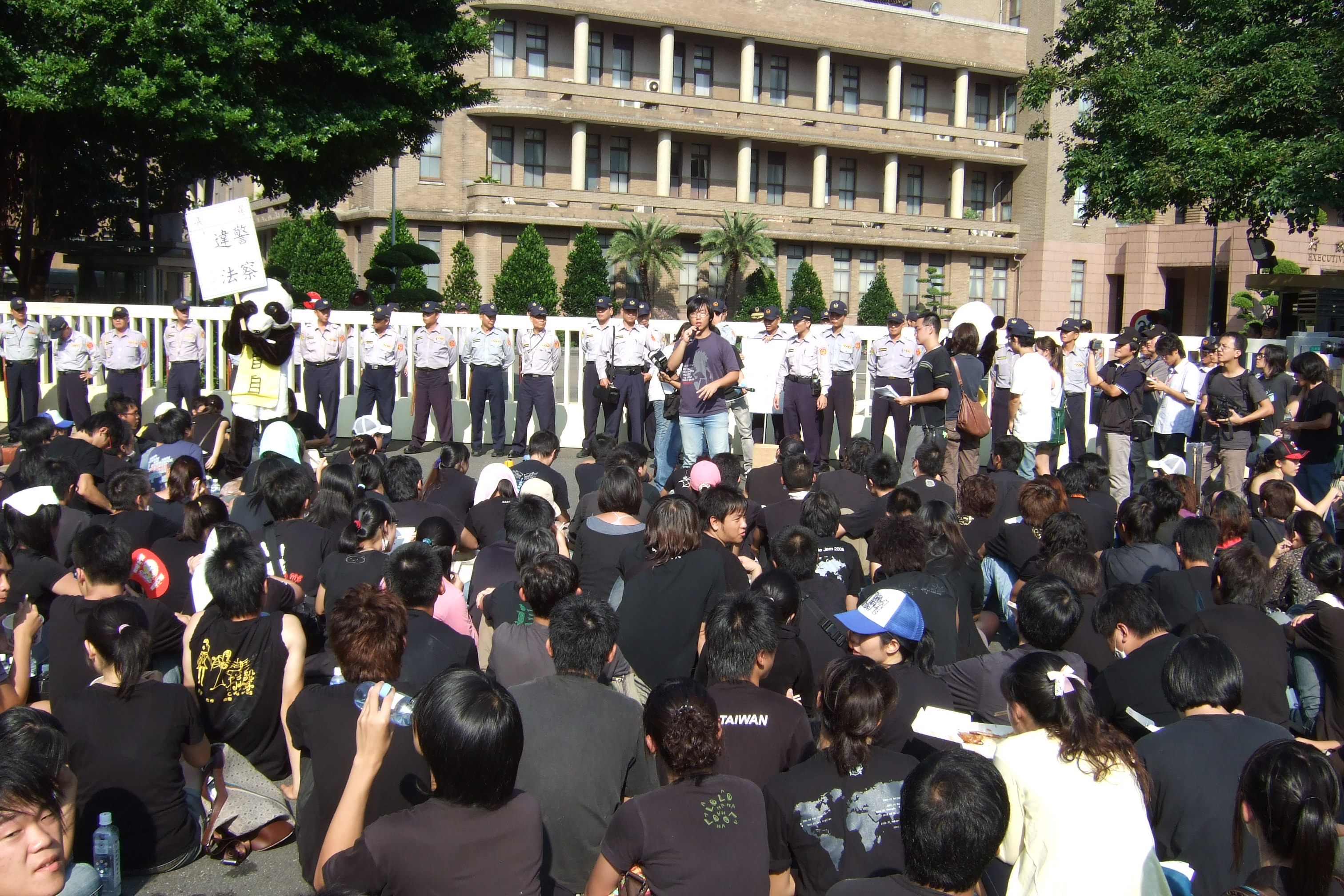
2008年11月6日 台湾の野イチゴ運動における座り込み

- 2007年6月6日から8日にドイツのハイリゲンダムで開催された第33回主要国首脳会議に伴って、近郊都市のロストックにおいて会議の開催について座り込みの抗議行動が行われた。
- 「集会遊行法」など人々の集会やデモに関する権利を制限する政府への抗議として、2008年11月6日に大学生が台湾の行政院前で座り込みを行った。
- 2022年7月、気候変動活動団体「ジャスト・ストップ・オイル」のメンバーが自動車レースのF1第10戦イギリスGP決勝においてバリアを飛び越え、コース上に座り込むことで、政府が新しい石油とガスのプロジェクトを認可したことに対して抗議を行い、コース外に引きずり出された[24][25]。
- 普天間基地移設問題に関わって、基地建設に反対する人々によって2014年7月から米軍キャンプ・シュワブのゲート前で座り込みが行われてきた[26]。2022年8月22日に3000日目を迎えていたが、同年10月3日にひろゆきが現地を訪れ「座り込み抗議が誰も居なかったので、0日にした方がよくない?」と運動の連続性についてツイートしたことから論争に発展した[27]。